# عناصر موسیقی

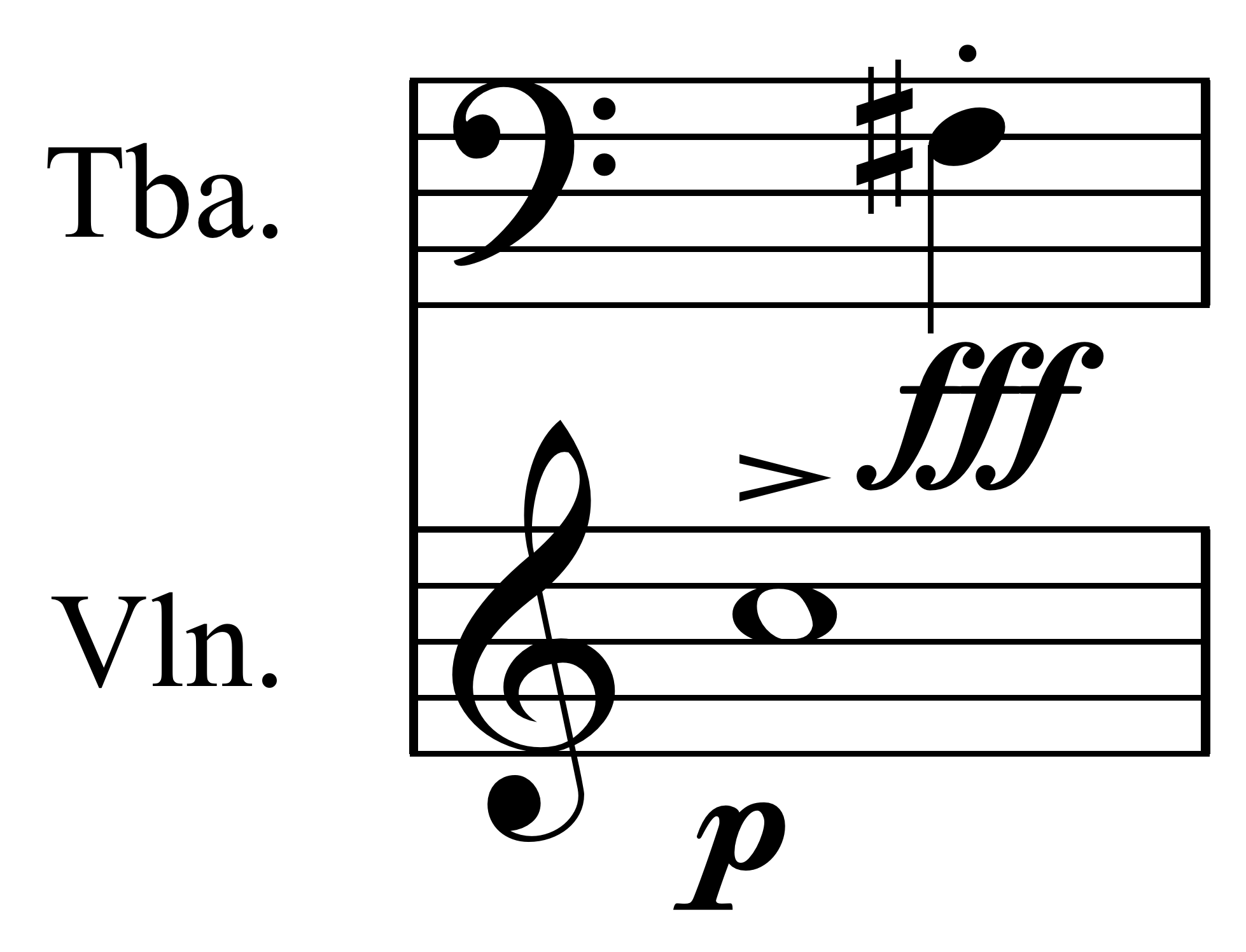
این نماد نشان‌دهنده گام‌ها، پویایی‌ها، مفصل‌بندی‌ها، سازبندی‌ها، صدا و ریتم (مدت زمان و شروع) متفاوت است.

موسیقی را می‌توان با در نظر گرفتن انواع عناصر یا قسمت‌های آن (جنبه‌ها، مشخصه‌ها، ویژگی‌ها) به صورت جداگانه یا با هم تجزیه و تحلیل کرد. لیستی که معمولاً از عناصر اصلی استفاده می‌شود شامل ارتفاع، زمان، بافت، حجم، مدت و فرم است. عناصر موسیقی ممکن است با عناصر هنری یا طراحی مقایسه شوند.

## انتخاب عناصر
به گفته هوارد گاردنر،  در مورد عناصر اصلی تشکیل دهنده موسیقی اختلاف چندانی وجود ندارد، اگرچه کارشناسان در تعاریف دقیق آنها اختلاف نظر دارند. هارولد اوون لیست خود را بر اساس ویژگی‌های صدا تنظیم می‌کند: صدای، آهنگ، شدت و مدت  در حالی که جان کاستلینی مدت زمان را حذف می‌کند. بیشتر تعاریف موسیقی شامل ارجاع به صدا  است و درک صدا را می‌توان به شش فرایند شناختی تقسیم کرد. آنها عبارتند از: زیروبمی، دیرند، بلندی صدا، طنین، بافت صوتی و موقعیت مکانی.
«پارامتر» هر عنصری است که بتوان آن را جدا از سایر عناصر دستکاری (ترکیب) کرد یا در زمینه آموزشی به‌طور جداگانه بر آن تمرکز کرد. لئونارد بی مایر تمایز پارامترهای درون یک فرهنگ را با محدودیت‌های مختلف آنها با پارامترهای مستقل در موسیقی مانند ملودی، هارمونی، آهنگ، و غیره مقایسه می‌کند. اولین فردی که اصطلاح پارامتر را در موسیقی به کار برد ممکن است جوزف شیلینگر باشد، اگرچه محبوبیت نسبی آن ممکن است به دلیل ورنر مایار-اپلار باشد. درجه‌بندی تغییر تدریجی در یک پارامتر یا همپوشانی دو بلوک صدا است.
لئونارد بی مایر، ملودی، ریتم، آهنگ، هماهنگی و موارد مشابه را فهرست می‌کند به عنوان عناصر اصلی موسیقی، در حالی که نارمور ملودی، هارمونی، ریتم، پویایی، تسیتورا، آهنگ، سرعت، متر، بافت، «و غیره» را ذکر می‌کند. از نظر مک کلن، دو چیز را باید در نظر گرفت، کیفیت یا وضعیت یک عنصر و تغییر آن در طول زمان. آلن مریام یک مدل تحقیق نظری ارائه داد که فرض می‌کند سه جنبه همیشه در فعالیت‌های موسیقی وجود دارد: مفهوم، رفتار و صدا. ویرجیل تامسون  «مواد اولیه» موسیقی را به ترتیب کشف مفروض آنها ذکر می‌کند: ریتم، آهنگ و هماهنگی. از جمله متضاد و تنظیم. در اواخر قرن بیستم، تحصیلات موسیقی شروع به توجه بیشتر به عناصر اجتماعی و فیزیکی موسیقی کرد. به عنوان مثال: اجرا، اجتماعی، جنسیت، رقص و تئاتر موزیکال.